# Žemliare
Žemliare (1927–1948 slowakisch „Žemliary“ – bis 1927 auch „Žemliarovce“; ungarisch Zsemlér) ist eine Gemeinde im Westen der Slowakei mit 153 Einwohnern (Stand 31. Dezember 2024), die zum Okres Levice, einem Teil des Nitriansky kraj, gehört.

## Geographie
Die Gemeinde befindet sich im Osten des slowakischen Donautieflands, auf linksufriger Flurterrasse des unteren Hron. Das Ortszentrum liegt auf einer Höhe von 151 m n.m. und ist 11 Kilometer von Levice entfernt.
Nachbargemeinden sind Vyšné nad Hronom im Norden, Starý Hrádok im Osten, Jur nad Hronom im Süden und Turá im Westen.

## Geschichte

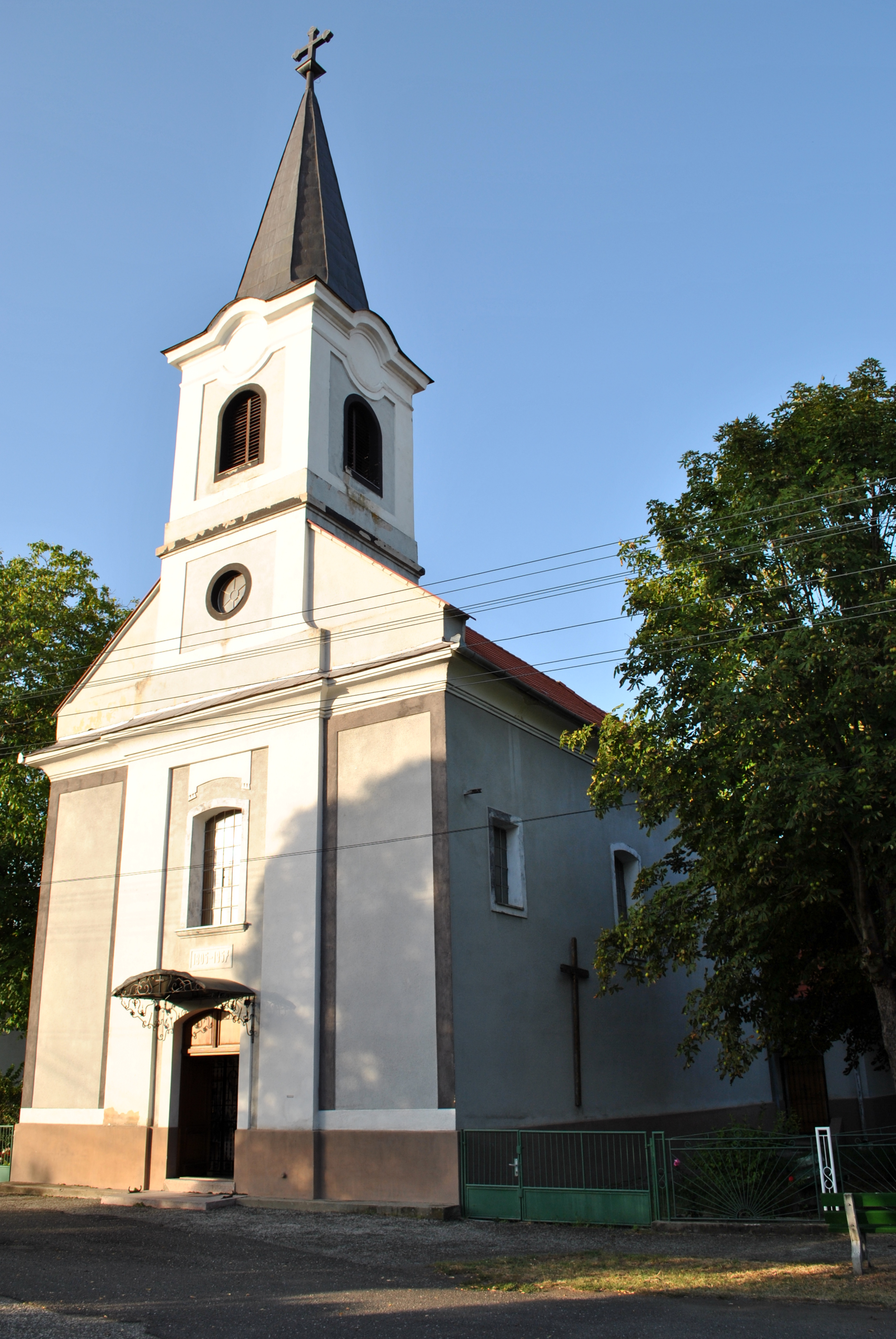
Kirche in Žemliare

Aus dem Gemeindegebiet gibt es den Fund eines Skelettgrabs aus der Latènezeit.
Žemliare wurde zum ersten Mal 1075 als Semlar schriftlich erwähnt und war zuerst Gut der Abtei von Hronský Beňadik, 1565 wurde es Besitz des Graner Kapitels. In der Zeit der Türkenkriege musste der Ort Tribut an das Osmanische Reich entrichten. 1534 gab es eine Mühle und 11 Porta, 1601 standen eine Mühle und 26 Häuser im Ort, 1720 wohnten 13 Steuerzahler hier, 1828 zählte man 37 Häuser und 246 Einwohner.
Bis 1918 gehörte der im Komitat Bars liegende Ort zum Königreich Ungarn und kam danach zur Tschechoslowakei beziehungsweise heute Slowakei. Auf Grund des Ersten Wiener Schiedsspruchs lag er 1938–1945 noch einmal in Ungarn.

## Bevölkerung
| Jahr                | 1994 | 2004     | 2014    | 2024    |
| ------------------- | ---- | -------- | ------- | ------- |
| Anzahl der Personen | 180  | 157      | 161     | 153     |
| Unterschied         |      | −12,77 % | +2,54 % | −4,96 % |

| Jahr                | 2023 | 2024    |
| ------------------- | ---- | ------- |
| Anzahl der Personen | 152  | 153     |
| Unterschied         |      | +0,65 % |

Nach der Volkszählung 2011 wohnten in Žemliare 167 Einwohner, davon 120 Magyaren, 46 Slowaken und ein Pole.
147 Einwohner bekannten sich zur römisch-katholischen Kirche, sieben Einwohner zur reformierten Kirche, vier Einwohner zur Evangelischen Kirche A. B., zwei Einwohner zu den Brethren und ein Einwohner zu den Zeugen Jehovas. Vier Einwohner waren konfessionslos und bei zwei Einwohnern wurde die Konfession nicht ermittelt.

## Bauwerke
- römisch-katholische Ladislauskirche im klassizistischen Stil aus dem Jahr 1806[6]